# Domenico Maggiora
Domenico Maggiora (né le 14 janvier 1955 à Quattordio au Piémont) est un footballeur italien, qui jouait en tant que milieu de terrain, avant de devenir entraîneur.

## Biographie
Formé chez les jeunes de la Juventus, il rejoint le groupe pro en 1971 mais ne joue son premier match que la saison suivante en Coppa Italia, le 16 mai 1973 lors d'un match nul 1-1 contre la Reggiana (sans parvenir à jouer un match en championnat avec les bianconeri).
En octobre 1974, il rejoint Varèse, avec qui il fait ses débuts en Serie A contre le Lanerossi Vicence le 19 janvier 1975. Il suit ensuite Varèse en Serie B en 1975-76, lors d'une saison où il inscrit 7 buts, ce qui reste son propre record personnel en une saison.
Il passe ensuite à la Roma lors de la saison 1976-1977 (où il reste jusqu'en 1981-1982), disputant au total 127 matchs pour un but (à la 57e minute d'un match contre le Lanerossi Vicence le 27 novembre 1977) avec le club de la capitale. Il reste dans la mémoire des tifosi giallorossi, en tant que capitaine de l'équipe qui remporte deux fois la Coppa Italia, en 1979-1980 et 1980-1981.
Durant l'été 1982, un an avant le second scudetto de la Roma, il décide de quitter le club pour la Sampdoria, le promu de Serie A (il déclare lors d'une interview en 2004 pour le quotidien Il Romanista que son plus grand regret est de ne pas être resté une saison de plus à la Roma pour participer à la conquête du scudetto).
En 1983-1984, il joue en Serie B avec le Cagliari Calcio, disputant en tout 29 matchs pour un but d'inscrit, avant de disputer les trois dernières saisons de sa carrière sous le maillot du Calcio Catane.
Il joue en tout durant sa carrière 162 matchs de Serie A pour 3 buts ainsi que 130 en Serie B pour 8 buts.
Entre 1989 et 2010, il est l'entraîneur des jeunes du centre de formation de la Juventus (club qui l'a lui-même formé), remportant quelques compétitions de jeunes. Il est écarté de ses fonctions en juin 2010 par la nouvelle direction du club.

## Palmarès
| Juventus - Coupe d'Italie : - Finaliste : 1972-73. |  | AS Roma - Coupe d'Italie (2) : - Vainqueur : 1979-80 et 1980-81. |